# Antocha uyei
Antocha uyei är en tvåvingeart som först beskrevs av Alexander 1928.  Antocha uyei ingår i släktet Antocha och familjen småharkrankar. Inga underarter finns listade i Catalogue of Life.